# Buria
Buria é uma cidade   no distrito de Yamunanagar, no estado indiano de Haryana.

## Demografia
Segundo o censo de 2001, Buria tinha uma população de 9829 habitantes. Os indivíduos do sexo masculino constituem 55% da população e os do sexo feminino 45%. Buria tem uma taxa de literacia de 58%, inferior à média nacional de 59,5%; a literacia no sexo masculino é de 65% e no sexo feminino é de 50%. 14% da população está abaixo dos 6 anos de idade.